# Ellsworth, Illinois
Ellsworth är en ort i McLean County i delstaten Illinois, USA.